# 始源小菊虎屬
始源小菊虎屬（Archaeomalthodes）為菊虎科下一已滅絕的屬級分類元。

## 形態描述
該屬成員身材嬌小，眼圓且大，額部微凹。小顎鬚（maxillary palpomere）末端梭狀，為尖鬚菊虎亞科的共衍徵。觸角絲狀，延伸至翅鞘前1/3處。前胸背板梯形微凸，外緣平直，腹板八節，可據此與已滅絕的 Mimoplatycini 屬作區別（Mimoplatycini 六節）。翅鞘完全包覆後翅，但未完全包覆腹節。
本屬大顎內弓之外緣有一齒突。而鞘翅完全包覆後翅這點，與 Inmalthodes 類似，但前胸背板外緣有形態上的差異。

## 分類學
本屬可根據形態分入菊虎科尖鬚菊虎亞科。

## 歷史
2016年，蕭昀等人在檢視9900 萬年前的緬甸琥珀（晚白堊紀，森諾曼階）時，發現了未曾描述過的菊虎科成員化石。在檢視形態後，判定為尖鬚菊虎亞科小菊虎族（Malthodini）的成員，為該亞科已知年代最古老的化石物種，並命名為羅塞塔始源小菊虎（Archaeomalthodes rosetta），同時描述始源小菊虎屬此一獨立新屬。

## 外部連結
- Today, Entomology. . Entomology Today.   [2017-08-20]. （原始内容存档于2017-08-20）.
- . sciencythoughts.blogspot.tw.   [2017-08-20]. （原始内容存档于2017-08-20）.